# Закамо-Воробьевская
 Закамо-Воробьевская  — деревня в Афанасьевском районе Кировской области в составе Ичетовкинского сельского поселения.

## География
Расположена на расстоянии примерно 5 км по прямой на юго-запад от райцентра поселка  Афанасьево.

## История
Известна с 1891 года как починок Гаврила Елизарова Воробьева с 1 двором, в 1905 году 9 жителей, в 1926 здесь (деревня Гавриловский) хозяйств 2 и жителей 11 (8 –«пермяки»). В 1950 году (уже современное название ) хозяйств 23 и жителей 54, в 1989 проживало 29 человек.  

## Население
Постоянное население составляло 31 человек (русские 100%) в 2002 году, 28 в 2010.